# Rašid Mahalbašić
Rašid Mahalbašić (* 7. November 1990 in Jesenice, SFR Jugoslawien) ist ein österreichischer Basketballspieler slowenisch-bosniakischer Abstammung. Mahalbašić ist einer der wenigen österreichischen Profis, die ihr Geld in den höchsten Spielklassen im Ausland verdienen. Mahalbašić bekam 2010 einen langfristigen Vertrag bei Fenerbahçe Ülker, einer an den höchsten europäischen Wettbewerben teilnehmenden türkischen Vereinsmannschaft, wurde aber zunächst an andere Vereine ausgeliehen. 2012 wurde dieser Vertrag aufgelöst und Mahalbašić spielte für den polnischen Meister Asseco Prokom in der EuroLeague-Spielzeit 2012/13 sowie im Sommer 2013 für die Utah Jazz in der NBA Summer League. Nach einer erfolgreichen Saison 2013/14 bei ČEZ Nymburk in Tschechien wechselte der österreichische Nationalspieler zum kasachischen Verein BK Astana. Später spielte er unter anderem in Russland, Spanien und Deutschland.

## Karriere
Geboren im grenznahen Jesenice in einer bosniakischen Familie kam Mahalbašić 2002 mit seiner Familie nach Österreich, nachdem sein Vater hier beruflich tätig war. Bereits ein Jahr später erhielt er die österreichische Staatsbürgerschaft, so dass er fortan in österreichischen Jugendauswahlmannschaften spielte und dort bei den Endrunden der Division B nachhaltig auf sich aufmerksam machen konnte. Bereits in der Saison 2006/07 debütierte er für die Wörthersee Piraten aus Klagenfurt in der höchsten Spielklasse ÖBL. Zwar konnte er sich mit dieser Mannschaft bis 2010 nicht im Vorderfeld der Liga platzieren, doch als talentiertester Nachwuchsspieler spielte er bei der Europameisterschaft der Division B 2009 bereits in der Herren-Nationalmannschaft.
2010 bekam Mahalbašić beim türkischen Spitzenverein Fenerbahçe Ülker aus Istanbul einen Sechs-Jahres-Vertrag. Zunächst wurde er dann aber Ende Dezember 2010 für einen Monat an den Ligakonkurrenten in der Türkiye Basketbol Ligi Tofaş SK aus Bursa ausgeliehen.
Nach der Rückkehr wurde er dann an den ehemaligen Europapokalsieger KK Split aus Kroatien ausgeliehen, wo er bis Saisonende spielte. Nach einer starken B-EM-Runde 2011, wo er ein „Double-double“ im Durchschnitt erzielte, kehrte er noch einmal zu Fenerbahçe zurück. Anfang 2012 wurde sein Vertrag aufgelöst.
Mahalbašić wechselte 2012 zum slowenischen Verein KK Zlatorog Laško, für den er noch einzelne Spiele in der ABA-Liga absolvierte. Während Zlatorog in der ABA-Liga nach nur zwei Siegen in 26 Spielen den letzten Platz belegte, reichte es in der slowenischen Meisterschaft noch zum Einzug in die Halbfinalserie, in der man dem Titelverteidiger und vormaligen EuroChallenge-Gewinner KK Krka aus Novo mesto unterlag. 
In der Saison 2012/13 bekam Mahalbašić einen Vertrag beim polnischen Serienmeister Asseco Prokom aus Gdynia. In dieser Mannschaft, die in der EuroLeague-Spielzeit 2012/13 auf höchstem europäischem Vereinsniveau spielte, sicherte er sich schnell viel Einsatzzeit und Spielanteile. Nach dem bevorstehenden Ausstieg des Hauptsponsors agierte die Mannschaft jedoch nicht auf dem hohen Niveau der Vorjahre und konnte nach dem Ausscheiden in der Vorrunde des europäischen Wettbewerbs auch in der polnischen Meisterschaft den Titel nicht verteidigen. 
Im Sommer 2013 spielte Mahalbašić dann in der NBA Summer League für die Utah Jazz, konnte sich dort aber nicht für einen längerfristigen Vertrag empfehlen. 
In der Saison 2013/14 stand er in Diensten des tschechischen Serienmeisters ČEZ Basketball Nymburk, mit dem er neben der Národní basketbalová liga auch in der osteuropäischen VTB United League und im Eurocup 2013/14 im Einsatz war. Mit ČEZ wurde er Meister und Cupsieger; auch wurde er als wertvollster Spieler der Finalserie ausgezeichnet. 
Nach seiner kurzen, aber sehr erfolgreichen Zeit in Tschechien wechselt er im Sommer 2014 zum kasachischen Meister BK Astana. In der Saison 2015/16 spielte er in Russland bei BK Nischni Nowgorod.
Zu Beginn der Saison 2016/17 spielte er zunächst für den türkischen Erstligisten Yesilgiresun Belediye und wechselte im Dezember 2016 in die spanische Liga ACB zu CDB Sevilla.
Anfang Juli 2017 wurde er vom deutschen Bundesligisten EWE Baskets Oldenburg unter Vertrag genommen. In der Saison 2018/19 gelang ihm im Spiel gegen die Basketball Löwen Braunschweig das erste Triple-Double der Liga seit 2010. Kurz darauf verlängerte er seinen Vertrag bis 2021. Wenig später gelang ihm als erst zweiten Spieler der Bundesliga-Geschichte ein zweites Triple-Double. Gegnerischer Trainer beim Spiel gegen Würzburg war ausgerechnet Denis Wucherer, der bis dahin alleiniger Rekordhalter in dieser Kategorie war. Nur zehn Tage später, am 30. April 2019, gelang ihm beim 117:85 der Oldenburger gegen die Gießen 46ers als erstem Spieler in der Bundesliga-Geschichte, zum dritten Mal zweistellige Werte in drei statistischen Kategorien (je 10 Punkte und Rebounds sowie 11 Assists) aufzulegen.
Im Juni 2021 wechselte er zu AS Monaco, um dort bis zum Saisonende 2020/21 den verletzten Wilfried Yeguete zu ersetzen. Zur Saison 2021/22 ging er zu CB Breogán in die spanische Liga ACB. Im Sommer 2022 wechselte er zu Hereda San Pablo Burgos und bestritt für die Mannschaft in der zweiten spanischen Liga 39 Spiele, in denen er es auf einen Mittelwert von 10,5 Punkte brachte.
Nach seinem Fortgang aus Spanien blieb Mahalbašić vereinslos, er schloss sich im September 2023 dem Zweitligisten Wörthersee Piraten an, um für die Mannschaft zu spielen, bis ein besseres Angebot eintrifft. Ende November 2023 wechselte er zu KK Cedevita Olimpija nach Slowenien. Mitte Dezember desselben Jahres trennte man sich wieder. Mahalbašić zog es wenige Wochen später zu Halcones UV Xalapa nach Mexiko.
Im Juni 2024 wurde sein Wechsel zu Al Ahly Bengasi nach Libyen vermeldet. Er verließ Libyen nach rund einer Woche wieder, da er eigener Aussage nach wegen der Verhältnisse in dem Land um sein Leben fürchtete. Zu Beginn des Jahres 2025 wurde Mahalbašić von Sigal Prishtina (Kosovo) verpflichtet.

## Erfolge
- Tschechischer Meister 2014
- Tschechischer Pokalsieger 2014
- Kasachischer Meister 2015